# Grotte di San Canziano
Le grotte di San Canziano (in sloveno Škocjanske Jame, in tedesco Höhlen von Sankt Kanzian), si trovano sul Carso, a 3 km da Divaccia (Divača) in Slovenia e a 15 chilometri dal confine di Trieste.

## Storia
Le grotte furono scoperte nel 1823 ed aperte al pubblico nel 1884, quando il club Alpino Tedesco-Austriaco fece scavare dagli scalpellini i primi sentieri nella roccia della grotta. 
Negli anni successivi sono state aperte nuove vie, meno tecniche e progressivamente rese sempre più accessibili anche al turismo di massa. Attualmente la visita guidata del sistema carsico (seppur leggermente impegnativa, e della durata di circa un'ora e mezza) è possibile a chiunque, senza particolari difficoltà.

## Caratteristiche
Queste grotte costituiscono uno dei fenomeni più caratteristici del Carso. Sono state dichiarate area protetta nel 1981 ed il 25 novembre del 1986 sono state inserite nel registro del patrimonio mondiale tenuto dall'UNESCO.
Si tratta di un complesso di gallerie e caverne lungo oltre 5 chilometri, ricoperto da stalattiti e stalagmiti scavato, nel corso di milioni di anni, dal fiume Timavo. Le grotte di San Canziano sono il luogo dove il fiume scompare nel sottosuolo, per riemergere 34 km più a valle e sfociare quindi nel golfo di Trieste, a San Giovanni di Duino.
I punti più rilevanti di San Canziano sono la piccola voragine, la  grande voragine, la caverna preistorica, la  grotta del silenzio, la grotta Michelangelo e la particolare sala delle fontane, con le sue belle vasche di concrezionamento. È presente inoltre una delle più grandi formazioni stalagmitiche del mondo (il Gigante), dell'altezza di 15 metri e che si stima abbia avuto bisogno di oltre 250 000 anni di accumulo di concrezioni calcaree per poter raggiungere le attuali dimensioni.
Nel percorso si deve anche attraversare uno dei più profondi canyon sotterranei del mondo (situato nella grotta del rumore), lungo più di un chilometro e mezzo, che si attraversa su un ponte sospeso a 45 m di altezza.
Su materiale proveniente dalle grotte di San Canziano, nel 1880 fu descritto un gamberetto cieco classificato come Cambarus typhlobius che successivamente non fu mai più ritrovato, malgrado le continue ricerche. Alcuni studiosi ipotizzano che il materiale provenisse dagli Stati Uniti d'America e che fosse errata la provenienza riportata sull'etichetta.
Unitamente alle grotte di Postumia, situate a non molti chilometri di distanza, le grotte di San Canziano fanno parte delle più note attrazioni turistiche slovene e fanno parte dei fenomeni carsici maggiormente studiati dai geologi.

## Galleria d'immagini

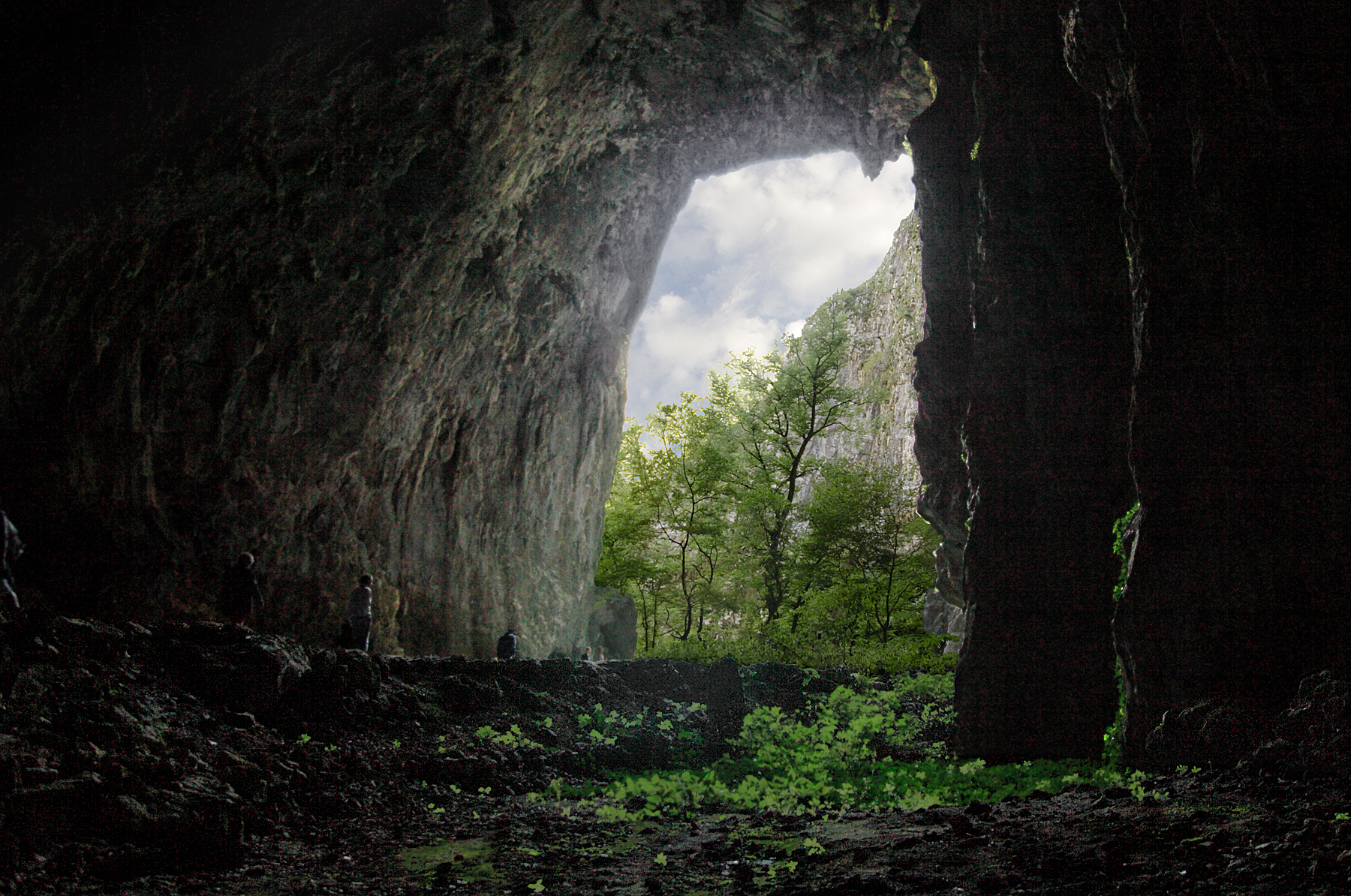
Antico portale delle grotte
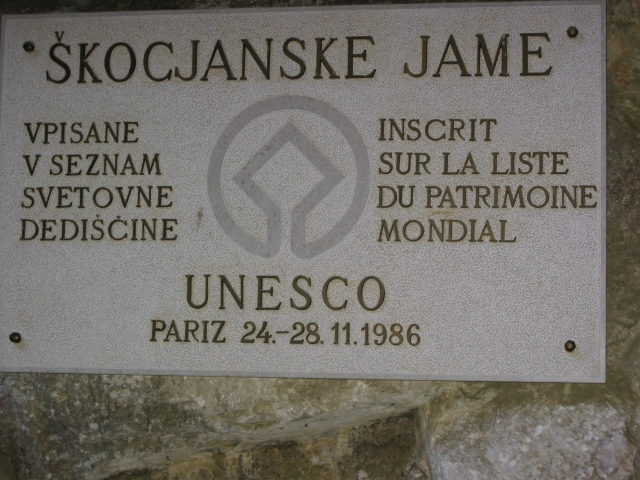
Tabella con l'iscrizione nel registro del patrimonio mondiale dell'UNESCO
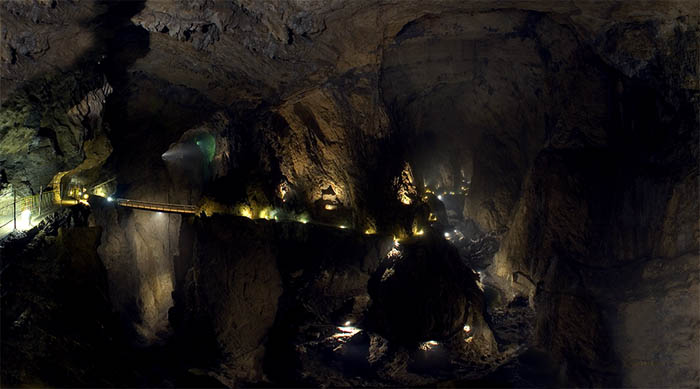
Il ponte sul fiume sotterraneo
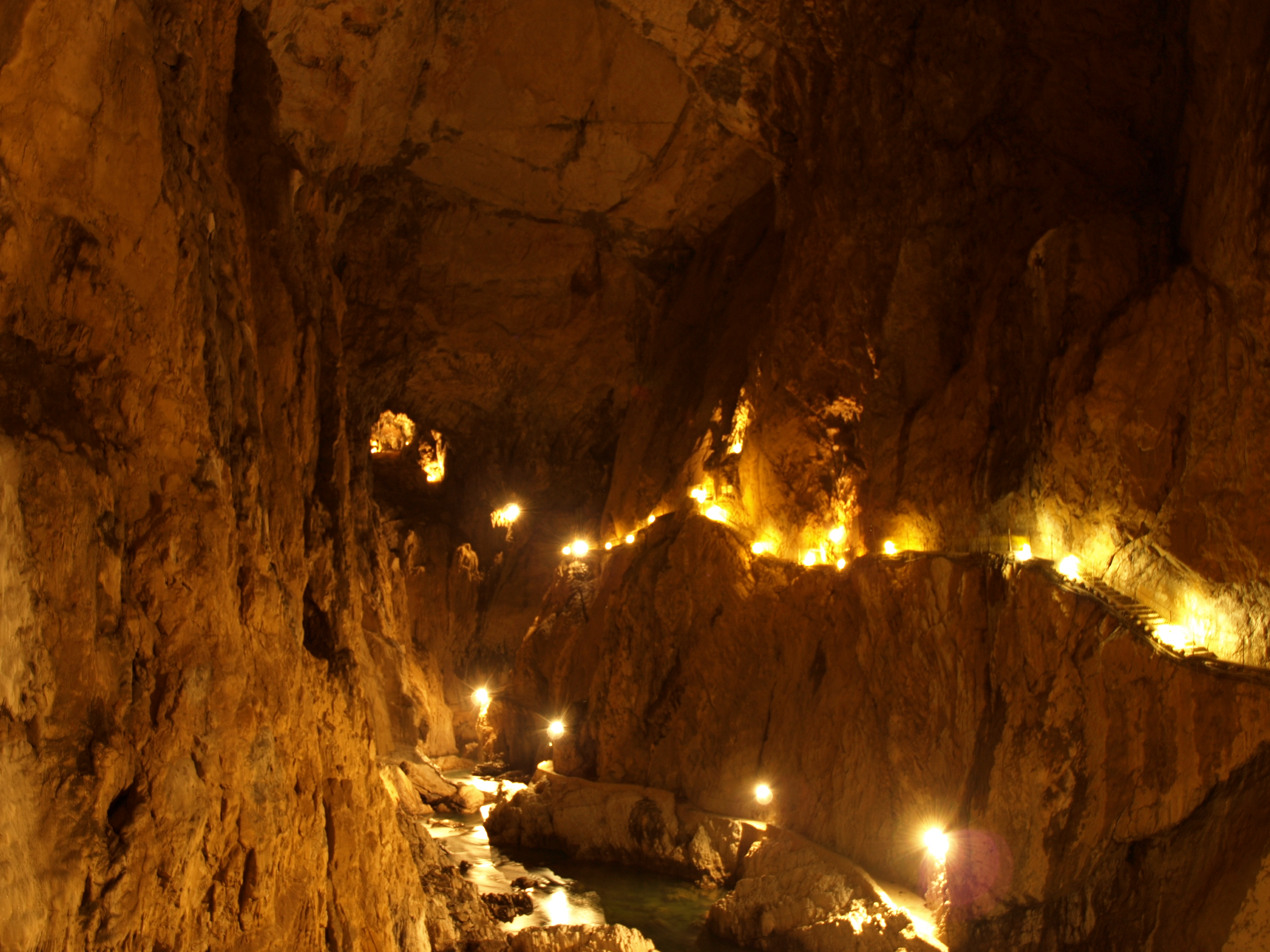
Il fiume sotterraneo